# Сао Дезидерио
Сао Дезидерио (на португалски: São Desidério) е град и община в Източна Бразилия, щат Баия, мезорегион Крайно западна Баия, микрорегион Барейрас. Според Бразилския институт по география и статистика през 2010 г. общината има 27 692 жители.